# Čarobna noć (1965.)
Čarobna noć je hrvatska televizijska dramska komedija prikazana 4. siječnja 1965. godine na Televiziji Zagreb. Temelji se na istoimenoj satiričnoj komediji poljskog dramatičara Slawomira Mrożeka, a adaptaciju i televizijsku obradu napravio je Borislav Mrkšić. Režiju je potpisao Dragoljub Švarc. Scenografiju je osmislio Želimir Zagotta, a kostime je dizajnirala Jasna Novak.

## Radnja
Radnja se odvija u skromnoj hotelskoj sobi s dva kreveta. Dvojica putnika, inače obiteljski ljudi i uzorni očevi, slučajno dijele sobu tijekom službenog putovanja. Njihovu mirnu noć prekida iznenadni dolazak mlade djevojke, što izaziva niz komičnih situacija i propituje moralne stavove likova.

## Glumačka postava
- Đurđa Ivezić kao djevojka
- Pero Kvrgić kao dragi kolega
- Ivan Šubić kao kolega

## Vanjske poveznice
- Čarobna noć u internetskoj bazi filmova IMDb-a